# Dion Ørnvold
Dion Erhardt Ørnvold (Copenaghen, 17 ottobre 1921 – Lyngby, 23 gennaio 2006) è stato un calciatore danese, di ruolo mediano.

## Carriera
Ørnold era di ruolo mediano: con questo ruolo diventò uno dei pilastri del KB per ben dieci anni; inoltre, con questa squadra conquistò anche tre campionati nazionali consecutivi. Venne prelevato nel 1951 da Paolo Mazza e portato a Ferrara nella SPAL, per partecipare al primo campionato di Serie A a girone unico dei biancoazzurri. Ørnvold giocò 22 partite nella massima serie, prima di ritirarsi dal calcio giocato.
Gioco in nazionale: era infatti titolare nel dopoguerra con la Nazionale danese insieme con John Hansen, Axel Pilmark e Karl Aage Præst nella partita contro l'Italia che subì la pesante sconfitta per 5 a 3 ai Giochi olimpici di Londra nel 1948; sempre in quell'edizione i danesi vinsero la medaglia di bronzo. 

## Palmarès

### Club

#### Competizioni nazionali
- Campionato danese: 3

KB: 1947-1948, 1948-1949, 1949-1950

### Nazionale
- Bronzo olimpico: 1

Londra 1948